# Черноногий мангуст
Черноногий  мангуст (лат. Bdeogale nigripes) — вид хищных млекопитающих из семейства мангустовых, обитающий в Центральной Африке.

## Описание
Черноногий мангуст крупный и мощный, у него массивная голова и довольно крупный нос. У него маленькие глаза, маленькие округлые уши и сильные ноги, задние ноги немного длиннее передних с 4 пальцами, и у него нет ни побега, ни большого пальца. У него мощные когти одинаковой длины. У него мощная челюсть с 40 зубами. У нее короткая и густая шерсть, волосы на хвосте довольно длинные. У нее бело-серая голова и горло, остальная часть верхней стороны светло-коричневато-серая до бело-серой с мелкими вкраплениями, верхняя сторона груди до начала брюха и внутренняя сторона ног черно-коричневые, а нижняя сторона брюха и хвост бело-серые до белого.
Распространены в Дождевых лесах от Нигерии (к востоку от Кросс-Ривер) до северо-восточного Заира и северной Анголы. Обитают в дождевых лесах, в горах до 2 000 м. Для сна они занимают неиспользуемую нору. Живут как в одиночку, так и парами. Ведут ночной образ жизни. Питаются мелкими животными и фруктами. Достигают половой зрелости в 6 месяцев, но обычно в каждом помете по 1 детенышу. Дают 3 помета в год.